# Erika Hansson (alpin skidåkare)
Erika Hansson, född 2 juli 1973 i Hedemora, är en svensk utförsåkare. Hon är syster till Martin Hansson.
Erika Hansson tävlade i alla alpina discipliner, men lyckades bäst i slalom, storslalom samt i kombination. Bland hennes främsta meriter är en guldmedalj i kombinationen vid alpina JVM 1992. Hon blev också femma i alpina VM 1993 i samma disciplin, samt fick följande placering i de övriga grenarna: 14 i slalom, 25 i storslalom och 33 i störtlopp. Hon vann SM i störtlopp redan 1991, och vann slalom 1996. 
Hansson deltog i den alpina världscupen 1991–1999. Hon blev totalt sjua i storslalomcupen säsongen 1995–1996, som var hennes bästa och där hennes främsta resultat var en andraplats i Cortina d’Ampezzo i januari 1996.
Tillsammans med sin bror Martin driver hon "Dalskidan", som hyr ut alpin utrustning i Sälenfjällen.